# 케톤체생성성 아미노산

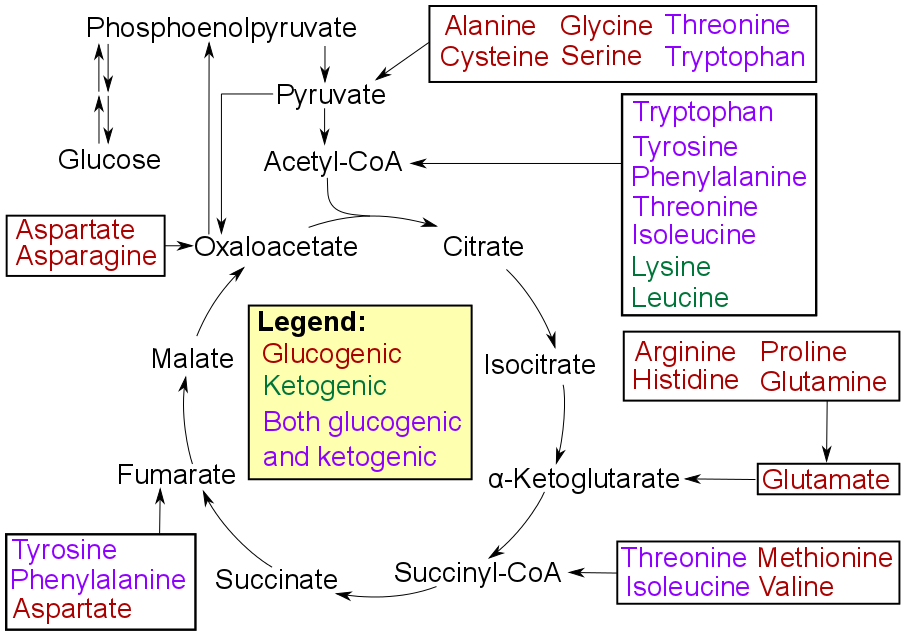
포도당생성성 아미노산과 케톤체생성성 아미노산의 분해 대사의 개요(빨간색: 포도당생성성 아미노산, 녹색: 케톤체생성성 아미노산, 보라색: 둘 다 가능)

케톤체생성성 아미노산(영어: ketogenic amino acid)은 케톤체의 전구물질인 아세틸-CoA로 직접적으로 분해될 수 있는 아미노산이다. 케톤체생성 아미노산이라고도 한다. 케톤체생성성 아미노산은 포도당으로 전환될 수 있는 포도당생성성 아미노산과는 대조적이다. 케톤체생성성 아미노산은 케톤체 내의 탄소 원자가 모두 궁극적으로 시트르산 회로에서 이산화 탄소로 분해되기 때문에 포도당으로 전환될 수 없다.
사람에서 두 가지 아미노산들(류신, 리신)은 전적으로 케톤체생성성 아미노산이다. 사람에서 모든 방향족 아미노산들을 포함한 다섯 가지 아미노산들(페닐알라닌, 아이소류신, 트레오닌, 트립토판, 티로신)은 케톤체생성성 아미노산이면서 포도당생성성 아미노산이다. 사람에서 나머지 13가지 아미노산들은 전적으로 포도당생성성 아미노산이다(즉, 케톤체생성성 아미노산이 아니다).

## 연구
케톤체생성성 아미노산은 인체에서 중요한 역할을 하며, 비알코올성 지방간(non-alcoholic fatty liver disease, NAFLD)과 당뇨병에 대한 가능한 치료로 케톤체생성성 아미노산 풍부(ketogenic amino acid rich, KAAR) 식이 요법에 대한 연구에 이용되고 있다. 쥐에서 지방간 질환에 대한 식이 연구에 따르면 케톤체생성성 아미노산인 리신과 트레오닌의 섭취를 줄이면 비알코올성 지방간의 주요 원인인 지방간을 유발할 수 있다는 것을 보여준다. 특히 리신은 과활성화가 인슐린 저항성을 유발하는 라파마이신 복합체 1(mTORC1) 및 단백질 S6 키네이스 1(S6K1)의 활성화를 통해 인슐린 대사 경로에서 중요한 역할을 하는 것으로 나타났다. 더 많은 연구들은 케톤체생성성 아미노산이 풍부한 식단이 비만과 인슐린 저항성을 감소시키는데 도움이 될 수 있다는 것을 보여주지만, 케톤체생성성 아미노산의 사용은 여전히 논란의 여지가 있다.

## 같이 보기
- 포도당생성성 아미노산
- 단백질생성성 아미노산
- 케톤체생성
- 물질대사